# Wyspa (Bizoręda)
Wyspa – osada wsi Bizoręda położony w województwie świętokrzyskim w powiecie jędrzejowskim w gminie Sobków.
W latach 1975–1998 miejscowość administracyjnie należała do województwa kieleckiego.